# Sawadaeuops ovalis
Sawadaeuops ovalis es una especie de coleóptero de la familia Attelabidae.

## Distribución geográfica
Habita en China y Vietnam.